# Institut Lemonnier
L'Institut Lemonnier est un lycée général, technologique, professionnel et agricole privé situé à Caen, en Normandie. Il a été créé en 1962 après avoir été un orphelinat et un institut professionnel.

## Formations
L'Institut propose plusieurs formations dans les filières générales, technologiques, professionnelles et agricoles. Ces formations couvrent les niveaux scolaires de la 4ème à BAC+3.
Les formations générales et technologiques proposées incluent le BAC S et le BAC STI2D.
Pour aider les formations agricoles, les jardins de l'établissement sont équipés en serres.

## Internat
L'Institut propose un internat. Sur le site de Caen, l'établissement propose, en chambre de 1 à 4 lits, 170 places en internat de garçons et 50 places en internat de filles.

## Classements
| Année | Rang départemental | Rang national      |
| ----- | ------------------ | ------------------ |
| 2015  | 30ème (sur 31)     | 2124ème            |
| 2018  | 20ème (sur 30)     | 1844ème (sur 2277) |

Le classement s'établit sur trois critères : le taux de réussite au bac, la proportion d'élèves de première qui obtient le baccalauréat en ayant fait les deux dernières années de leur scolarité dans l'établissement, et la valeur ajoutée (calculée à partir de l'origine sociale des élèves, de leur âge et de leurs résultats au diplôme national du brevet).

## Histoire

### L'orphelinat
Le 2 février 1842, un orphelinat est fondé par l'abbé Le Veneur dans la paroisse Saint-Gilles. Implanté dans une ancienne ferme de l'abbaye aux Dames, l'établissement est présenté comme une « colonie agricole et industrielle ». Il vise à sortir les enfants pauvres de la misère et éviter qu'il tombe dans la mendicité. Situé au nord de la place Saint-Gilles, dans un enclos de 3 hectares de jardins et de terres labourables, l'orphelinat se compose de quatre bâtiments organisés autour d'une grande cour. Malgré le soutien des autorités publiques, l’établissement Le Veneur connait rapidement d'importantes difficultés financières, ce qui n’empêche pas l'abbé Le Veneur d'agrandir l’établissement. Les conditions de vie sont lamentables.
Lors de l'épidémie de choléra de 1873, l'orphelinat est durement éprouvé. En décembre 1875, la commission de surveillance du travail des enfants de Caen inspecte pour la première fois l’établissement. Selon le rapport, l'orphelinat est « un genre de perversion de la charité ». Le soutien à l'établissement faiblit et, en 1876, le préfet organise une première visite surprise de l'orphelinat. Le rapport de cet inspection est très critique. Les conditions d'hygiène sont affreuses et les enfants travaillent jusqu'à dix heures par jour, laissant trop peu de temps pour l’étude. À la suite d'un rapport de l'inspecteur d'académie de Caen, un arrêté préfectoral du 16 octobre 1880 ordonne la fermeture de l’établissement. L'orphelinat Saint-Gilles est transformé en école industrielle. Elle ferme en 1924.

### L'institut professionnel
En 1926, un petit groupe de salésiens en provenance de Guernesey reprend les locaux, propriété du diocèse de Bayeux, et fonde « l'Institut professionnel Monseigneur Lemonnier », du nom de Thomas-Paul-Henri Lemonnier, évêque de Bayeux mort en 1927. L’école offre une formation pour les cordonniers, tailleurs, menuisiers et jardiniers. Elle dispose également d'ateliers de menuiserie, mécanique générale et d'électricité.
En 1944, les locaux sont détruits pendant la bataille de Caen. Le 23 mai 1957, la première pierre des nouveaux locaux, situés plus au nord-est dans l'ancien clos des Coutures, est posée. L'établissement est ouvert en 1962.

## Affaire Judiciaire
En 2012, Eric Moisset, l'ex-directeur de l'établissement, et un architecte, Jean-Michel Hivonnet, ont été condamnés par le tribunal correctionnel de Caen à huit mois de prison avec sursis et mise à l'épreuve pendant deux ans pour escroquerie et complicité envers l'Institut Lemonnier. Ils avaient mis en place un système de fausse factures pour escroquer l'Institut Lemonnier d'un montant supérieur à 150 000 €. Ils furent ensuite relaxés de tous les chefs d'accusation par la cour d'appel de Caen par un arrêt en date du 14 mai 2014.